# Panachaiki GE
Panachaiki GE (Grieks: Παναχαϊκή Γυμναστική Ένωση, Panachaiki Gymnastiki Enosi) d.i. de Pan-Achaeïsche Gymnastiek Unie, is een Griekse voetbalclub uit Patras.

## Panachaiki in Europa
Uitslagen vanuit gezichtspunt Panachaiki GE
| Seizoen | Competitie    | Ronde        | Land                | Club             | Totaalscore | 1e W    | 2e W    | PUC |
| ------- | ------------- | ------------ | ------------------- | ---------------- | ----------- | ------- | ------- | --- |
| 1973/74 | UEFA Cup      | 1R           | Vlag van Oostenrijk | Grazer AK        | 3-1         | 2-1 (T) | 1-0 (U) | 5.0 |
|         |               | 2R           | Vlag van Nederland  | FC Twente        | 1-8         | 1-1 (T) | 0-7 (U) | 5.0 |
| 1997    | Intertoto Cup | Groep 5      | Vlag van Noorwegen  | Stabæk IF Bærum  | 1-1         | 1-1 (T) |         | 0.0 |
|         |               | Groep 5      | Vlag van Rusland    | FC Dinamo Moskou | 1-2         | 1-2 (U) |         | 0.0 |
|         |               | Groep 5      | Vlag van Faeröer    | B36 Tórshavn     | 4-2         | 4-2 (T) |         | 0.0 |
|         |               | Groep 5 (4e) | Vlag van België     | Racing Club Genk | 2-4         | 2-4 (U) |         | 0.0 |

Totaal aantal punten voor UEFA coëfficiënten: 5.0

## Bekende ex-spelers
- Themis Rigas
- Kostas Davourlis
- Vassilis Stravopodis
- Dimitris Spentzopoulos
- Petros Leventakos
- Andreas Michalopoulos
- Manolis Pappas
- Christos Apostolidis
- Giorgos Vaitsis
- Grigoris Georgatos
- Giannis Gravanis
- Raymond Kalla
- Joël Epalle
- Kostas Katsouranis